# Мамасадыков, Замирбек Дуйшалыевич
Замирбек Дуйшалыевич Мамасадыков  (род. 28 января 1981, город Шамалды-Сай, Джалал-Абадская область) — депутат Жогорку Кенеша Кыргызской Республики VII созыва от политической партии «Ыйман Нуру» (с 2021 года). Заместитель председателя Комитета по конституционному законодательству, государственному устройству, судебно-правовым вопросам и регламенту. Заслуженный работник местного самоуправления Кыргызской Республики (2024).

## Биография
Родился 28 января 1981 года в городке Шамалды-Сай, Джалал-Абадской области, Киргизской ССР, по национальности киргиз. В 1998 году окончил Шамалды-Сайскую школу № 2 имени К.Осмонкулова.
В 2003 году завершил обучение в Джалал-Абадском коммерческом институте по специальности «Экономист».
Трудовую деятельность начал в 2003 году в многоотраслевом производственном сельскохозяйственном кооперативе «Азиз КД». В 2007 году стал работать экспертом в кредитном отделе Джалал-Абадского филиала «Инэксимбанка». В 2008 году — руководитель сберегательной кассы Шамалды-Сай №42 «БТА банка».
В 2013 году избран депутатом айыльного кенеша. В 2016 году повторно избран депутатом айыльного кенеша. С 24 декабря 2013 года — руководитель айыл окмоту Достук. В 2016 году депутатами местного кенеша единогласно переизбран главой айыл окмоту на второй срок.
В ноябре 2021 года избран депутатом VII созыва Жогорку Кенеша Кыргызской Республики от политической партии «Ыйман Нуру». Является заместителем председателя Комитета по конституционному законодательству, государственному устройству, судебно-правовым вопросам и регламенту.
Женат, отец троих сыновей и одной дочери.

## Награды
- Заслуженный работник местного самоуправления Кыргызской Республики (2024 год)[7].
- Почётная грамота ПА ОДКБ (2023 год)[8].